# 玻璃月华螺
玻璃月华螺（学名：Haloa vitrea）为阿地螺科月华螺属的动物。分布于西-南太平洋、日本、菲律宾以及中国大陆的海南等地，属于暖水性种类。其主要栖息于潮间带砂质底。